# Глухий язичковий носовий
Глухий язичковий носовий — приголосний звук, що існує в деяких мовах. У Міжнародному фонетичному алфавіті записується як ⟨ɴ̥⟩ («ɴ» зі знаком глухості).